# Stenobatyle eburata
Stenobatyle eburata là một loài bọ cánh cứng trong họ Cerambycidae.